# Islamismo no Uruguai
O islamismo no Uruguai, segundo informação publicada pelo Departamento de Estado dos Estados Unidos, é professado por entre 500 a 600 pessoas, apesar que a maioria delas apenas observa a religião de forma mínima. A comunidade é composta por imigrantes de países muçulmanos convertidos à cidadania uruguaia.
A maioria da população islâmica está concentrada nas cidades de Rivera e Chuy, ambas fronteiriças com o Brasil. Estima-se que em Montevidéu haja entre 100 a 150 muçulmanos.
Na ausência de mesquitas no país, o principal ponto de encontro para a comunidade é o Centro Islâmico da embaixada egípcia. com 5 vezes de orações diárias, orações semanais às sextas-feiras, instalações e educação islâmica.